# Lacroix-sur-Meuse
Lacroix-sur-Meuse é uma comuna francesa na região administrativa de Grande Leste, no departamento de Meuse. Estende-se por uma área de 21,15 km². Em 2010 a comuna tinha 731 habitantes (densidade: 34,6 hab./km²).